# 国際原子力科学オリンピック
国際原子力科学オリンピック（こくさいげんしりょくかがくオリンピック、略称INSO（ International Nuclear Science Olympiad）は、アジア太平洋地域の20歳未満の学生を対象に、毎年開催される原子力科学技術に関する知識と理解を競う、国際科学オリンピックの一つである。 第1回INSOは、2024年の夏にフィリピンで開催された。

## 概要
国際連合の一機関である国際原子力機関 International Atomic Energy Agency（IAEA）の企画により、アジア太平洋地域の20歳未満の学生を対象に、2024年に創設された原子力科学技術に関する知識と理解を問う世界大会。「原子力科学技術の平和利用に対する認識を高めること」を目的とした大会であり、原子力科学技術分野の人材育成の発展を図るためのものである。
試験内容は、原子と原子核・放射線・核分裂と核融合・環境放射線（能）・原子力科学の歴史・リスクと安全・放射線の利用といった、幅広い内容から出題される。

## 過去の開催
- 第1回大会は、2024年8月1日から6日まで、フィリピン共和国パンパンガ州クラークで開催された。参加国は、バーレーン、マレーシア、モンゴル、シンガポール、オマーン、パキスタン、サウジアラビア、スリランカ、タイ、アラブ首長国連邦、カタール、イラン、ヨルダン、フィリピンの14カ国。各国の国内予選を勝ち抜いた55名の代表が参加した。